# 森多利亞女子足球會
森多利亞足球會（Unione Calcio Sampdoria）通常簡稱森多利亞女足或森多利亞，是一家意大利女子足球球會，位於熱那亞。球隊目前在意大利甲組足球聯賽中角逐。